# Division (álbum de The Gazette)
Division é o sexto álbum de estúdio da banda de visual kei japonesa the GazettE. Foi lançado em 29 de agosto de 2012 no Japão pela Sony Japan e lançado em 1 de Outubro de 2012 na Europa pela JPU Records, como primeiro lançamento na gravadora. É um álbum duplo em sua edição limitada, o primeiro disco tem em sua maioria títulos de faixas em japonês e músicas dos gêneros metal alternativo e nu metal.
O segundo disco contém músicas do gênero metal industrial, todos os títulos de faixas em inglês e um DVD com os videoclipes de "Ibitsu" e "Derangement". A edição regular inclui 12 músicas.
É o primeiro lançamento que não inclui singles promocionais desde o sexto EP, Gama.

## Recepção
O álbum chegou na terceira posição nas paradas diárias e na quarta posição nas paradas semanais japonesas da Oricon. Vendeu 23,051 cópias em sua primeira semana.

## Turnê
No dia 8 de outubro de 2012, a banda iniciou uma turnê pelo Japão, chamada "Live Tour12 -Divison- Groan of Diplosomia 01-" afim de promover o álbum, em "Yokosuka Arts Theatre" e terminou em 29 de Novembro de 2012 no "NHK Hall" com um total de 24 shows.
A segunda parte da turnê, chamada "Live Tour13 -Divison- Groan of Diplosomia 02" começou em 2 de fevereiro de 2013 e terminou com seu show final "Melt" em "Saitama Super Arena". Um DVD gravado sobre a live "Melt" foi lançado em 26 de junho de 2013.

## Faixas

### Edição Regular
Todas as letras escritas por Ruki. 
| N.º            | Título                                         | Duração |  |
| 1.             | "[XI]"                                         | 1:45    |  |
| 2.             | "Gabriel on the Gallows"                       | 4:03    |  |
| 3.             | "Derangement"                                  | 4:42    |  |
| 4.             | "Dripping Insanity"                            | 4:07    |  |
| 5.             | "Yoin (余韻; Brilho)"                          | 3:28    |  |
| 6.             | "Ibitsu (歪; Distorção)"                       | 3:59    |  |
| 7.             | "Kagefumi (影踏み; Pisando nas Sombras)"       | 4:21    |  |
| 8.             | "Kago no Sanagi (籠の蛹; Crisálida Enjaulada)" | 4:38    |  |
| 9.             | "Hedoro (ヘドロ; Lodo)"                        | 3:32    |  |
| 10.            | "Attitude"                                     | 3:29    |  |
| 11.            | "Required Malfunction"                         | 4:07    |  |
| 12.            | "[Melt]"                                       | 3:07    |  |
| Duração total: | Duração total:                                 | 45:18   |  |

### Edição Limitada
| Disco 1: Fragment [Vein] |                                                |         |  |
| N.º                      | Título                                         | Duração |  |
| 1.                       | "[Depth]"                                      | 1:13    |  |
| 2.                       | "Ibitsu (歪; Distorção)"                       | 3:59    |  |
| 3.                       | "Kago no Sanagi (籠の蛹; Crisálida Enjaulada)" | 4:38    |  |
| 4.                       | "Hedoro (ヘドロ; Lodo)"                        | 3:32    |  |
| 5.                       | "Kagefumi (影踏み; Pisando nas Sombras)"       | 4:21    |  |
| 6.                       | "Yoin (余韻; Brilho)"                          | 3:28    |  |
| 7.                       | "[Diplosomia]"                                 | 1:43    |  |

| Disco 2: Fragment [Artery] |                          |         |  |
| N.º                        | Título                   | Duração |  |
| 1.                         | "[XI]"                   | 1:45    |  |
| 2.                         | "Derangement"            | 4:42    |  |
| 3.                         | "Required Malfunction"   | 4:07    |  |
| 4.                         | "Dripping Insanity"      | 4:07    |  |
| 5.                         | "Attitude"               | 3:29    |  |
| 6.                         | "Gabriel on the Gallows" | 4:03    |  |
| 7.                         | "[Melt]"                 | 3:07    |  |

| Disco 3: Binding Site |                              |         |  |
| N.º                   | Título                       | Duração |  |
| 1.                    | "Ibitsu (歪; Distorção, PV)" |         |  |
| 2.                    | "[Diplosomia] (PV)"          |         |  |
| 3.                    | "DERANGEMENT (PV)"           |         |  |

## Ficha técnica

### the GazettE
- Ruki – vocais
- Uruha – guitarra solo
- Aoi – guitarra rítmica
- Reita – baixo
- Kai – bateria